# دیدارهای فوتبال ایالات متحده آمریکا و استرالیا
تیم ملی فوتبال مردان بزرگسالان ایالات متحده آمریکا و استرالیا تاکنون ۳ بار در مقابل یکدیگر قرار گرفته‌اند. حاصل این ۳ بازی، ۱ پیروزی برای ایالات متحده آمریکا و ۱ پیروزی برای استرالیا و ۱ تساوی بوده است. گل زده ایالات متحده آمریکا ۳ و گل زده استرالیا ۲ گل بوده است.